# Montilly
Montilly település Franciaországban, Allier megyében. Lakosainak száma 496 fő (2022. január 1.). Montilly Agonges, Avermes, Bagneux, Marigny, Neuvy, Trévol és Villeneuve-sur-Allier községekkel határos.

## Népesség
A település népességének változása:
| Lakosok száma | 466  | 529  | 528  | 537  | 531  | 524  | 508  | 505  | 504  | 496  |
|               | 1968 | 1982 | 1990 | 2006 | 2013 | 2015 | 2017 | 2019 | 2020 | 2022 |